# Henning Mankell
Henning Mankell, né le 3 février 1948 à Stockholm et mort le 5 octobre 2015 à Göteborg est un romancier et dramaturge suédois. Il est particulièrement connu comme l'auteur d'une série policière ayant pour héros l'inspecteur Kurt Wallander du commissariat d'Ystad, une ville de Scanie proche de Malmö, dans le sud de la Suède. Mankell a également publié des ouvrages de littérature d'enfance et de jeunesse.

## Biographie

### Origines familiales et jeunesse
Ses parents ont divorcé alors qu'il avait un an. Sa mère partie, il est élevé par son père, juge d'instance. Il grandit à Sveg dans le comté de Jämtland et à Borås . 
À seize ans, il part en stop pour Paris, où il reste quelques mois, travaillant notamment dans un atelier de réparation de clarinettes et de saxophones. 

### Débuts professionnels
Il intègre ensuite la marine marchande, vit à Paris puis en Norvège. 
En 1972, il découvre l'Afrique, d'abord en Guinée-Bissau, puis en Zambie et au Mozambique.

### Débuts littéraires
Il partage ensuite sa vie entre la Suède et le Mozambique où il dirige une troupe de théâtre qu'il a créée, le Teatro Avenida. Il en est le directeur artistique ainsi que l'un de ses mécènes.
Tout en écrivant quelques romans, il « se consacre[r] au théâtre en signant de nombreuses pièces » pour la scène et pour la radio. 
En 1990, il se lance dans la littérature d'enfance et de jeunesse.

### Le succès avec la série «Wallander»
Mankell connaît une renommée internationale grâce à la série des enquêtes de Kurt Wallander, homme en « perpétuelle interrogation sur le pourquoi des souffrances humaines [et dont la devise est : "Les êtres sont rarement ce qu'on croit qu'ils sont" »]. Le personnage, inventé en mai 1989, apparaît pour la première fois dans Meurtriers sans visage (1991).
Ce commissaire, qui mène ses enquêtes de façon désabusée, est entouré par une équipe de policiers où chacun possède une personnalité soigneusement décrite. Les meurtres sanglants auxquels il est confronté le plongent au fil des romans dans un état de plus en plus dépressif, car le développement de l'aspect psychologique est tout aussi important pour Mankell que l'intrigue policière elle-même. Les aventures de Wallander se déroulent principalement dans la région d'Ystad, en Scanie, même s'il se rend une fois en Lettonie (Les Chiens de Riga) et enquête à une autre occasion sur un meurtre dont les origines se trouvent en Afrique du Sud (La Lionne blanche). En outre, le sol du proche Danemark est souvent foulé.
Henning Mankell reçoit le prix Nils Holgersson en 1991. Il devient le premier lauréat du prix Clé de verre en 1992 avec le roman Meurtriers sans visage. En 2000, il reçoit le prix Mystère de la critique pour le roman Le Guerrier solitaire. Mankell est également double lauréat du prix du meilleur roman policier suédois.
En 2007, il préside le jury du Prix du Livre européen qui sera remis cette année-là à Guy Verhofstadt pour son livre Les États-Unis d'Europe.
Entre 2008 et 2010, la série télévisée Les Enquêtes de l'inspecteur Wallander met en scène Wallander, interprété par Kenneth Branagh.
En janvier 2010, le classement de plusieurs magazines dédiés à l'édition, dont Livres-Hebdo en France et The Bookseller (en) en Grande-Bretagne, le place à la neuvième place des écrivains de fiction les plus vendus en Europe en 2009.

### L'expédition pour Gaza (2010)
En 2010, il participe à l'expédition organisée par des groupes activistes en faveur de Gaza, qui donne lieu à un abordage israélien qui causa une dizaine de victimes. Il tire de cette expérience un récit publié le 5 juin 2010 dans plusieurs grands journaux dont Libération (France) , The Guardian (Angleterre), El País (Espagne), Dagbladet (Suède), La Repubblica (Italie) ou The Toronto Star (Canada). 

### Dernières années (2014-2015)
Le 29 janvier 2014, il révèle publiquement qu'il est touché par un cancer détecté au cou et dans un poumon à un stade avancé. Et il précise « J'ai tout de suite décidé d'écrire à propos de cette maladie, parce que c'est finalement une douleur et une souffrance qui affectent beaucoup de gens. Mais je vais écrire avec la perspective de la vie, pas de la mort. » Il écrit au fil des mois une chronique dans le Göteborgs-Posten.
Il meurt des suites de ce cancer dans la nuit du 4 au 5 octobre 2015 à Göteborg.

### Vie privée
Il était l'époux d'Eva Bergman (en), fille du cinéaste Ingmar Bergman, chorégraphe et directrice de théâtre,,.

## Travaux et style
Son œuvre policière est généralement considérée comme un prolongement de la saga, écrite entre 1965 et 1975 par le couple Maj Sjöwall et Per Wahlöö, du personnage de Martin Beck, puisque Wallander rencontre lui aussi « quelques problèmes familiaux et porte un regard critique sur les pouvoirs en place de son pays ». Selon le spécialiste des littératures nordiques Philippe Bouquet, cité par Claude Mesplède dans le Dictionnaire des littératures policières, « Mankell a toujours eu un faible pour les petites gens, [...] cela se remarque dès ses premières œuvres romanesques [dans les années 1980 centrés sur des ouvriers] qui se lancent à la poursuite d'un patron indélicat [ou] traitent de la situation de la femme par le biais de la maternité ».
Certaines œuvres de Mankell ont des liens ou des développements inattendues. La Faille souterraine et autres enquêtes est un recueil de cinq nouvelles qui se déroulent avant Meurtriers sans visage, à savoir entre juin 1969 (la première enquête de Kurt Wallander lorsqu'il a 21 ans) et janvier 1990. Mankell, à la demande de ses lecteurs, s'est fait un plaisir d'aborder la genèse du héros et ses comportements. Avant le gel (traduction littérale du titre original) opère un transfert des enquêtes entre Kurt Wallander et sa fille, Linda. En effet, d'une part, Kurt Wallander approche rapidement de la retraite et, d'autre part, Linda s'est enfin décidée pour une carrière, dans la police, et à Ystad.
Le Retour du professeur de danse (Danslärarens återkomst, 2000), un roman policier sans Wallender, est cependant très « wallanderien » : le personnage central, un inspecteur de police nommé Stefan Lindman apparaît dans la série : dans Avant le gel, il obtient une mutation pour le commissariat d'Ystad  et une histoire d'amour s'amorce entre Linda Wallander et lui. Le Retour du professeur de danse a été adapté au cinéma en 2004 (Die Rückkehr des Tanzlehrers (de)).
La popularité du héros de Mankell est telle que le commissariat d'Ystad est devenu une attraction touristique, et reçoit la visite de touristes demandant à voir Kurt Wallander.

## Œuvre

### Romans et nouvelles policiers

#### Série Kurt Wallander (par ordre chronologique de la fiction)
1. La Faille souterraine et Autres Enquêtes ((sv) Pyramiden, 1999), trad. Anna Gibson (édition française 2012)[13] Recueil de cinq nouvelles policières, dont l'action se situe avant celles des onze romans de la série
2. Meurtriers sans visage ((sv) Mördare utan ansikte, 1991), trad. Philippe Bouquet (édition française 1994)
3. Les Chiens de Riga ((sv) Hundarna i Riga, 1992), trad. Anna Gibson (édition française 2003)
4. La Lionne blanche ((sv) Den vita lejoninnan, 1993), trad. Anna Gibson (édition française 2004)
5. L'Homme qui souriait ((sv) Mannen som log, 1994), trad. Anna Gibson (édition française 2005)
6. Le Guerrier solitaire ((sv) Villospår, 1995), trad. Christofer Bjurström (édition française 1999) Prix Mystère de la critique 2000
7. La Cinquième Femme ((sv) Den femte kvinnan, 1996), trad. Anna Gibson (édition française 2000)
8. Les Morts de la Saint-Jean ((sv) Steget efter, 1997), trad. Anna Gibson (édition française 2001)
9. La Muraille invisible ((sv) Brandvägg, 1998), trad. Anna Gibson (édition française 2002)
10. Avant le gel ((sv) Innan frosten, 2002), trad. Anna Gibson (édition française 2005)
11. Une main encombrante ((sv) Handen, 2013), trad. Anna Gibson (édition française 2014 ; publié après L'Homme inquiet, mais l'intrigue le précède)
12. L'Homme inquiet ((sv) Den orolige mannen, 2009), trad. Anna Gibson (édition française 2010)[14]

#### Autres romans policiers
- Le Retour du professeur de danse ((sv) Danslärarens återkommst, 2000), trad. Anna Gibson (édition française 2006)[15]
- Le Chinois, Seuil ((sv) Kinesen, 2008), trad. Rémi Cassaigne (édition française 2011)[16],[17]

#### Autres romans
- Le Dynamiteur, Seuil, 2018 ((sv) Bergsprängaren, 1973), trad. Rémi Cassaigne
- Vettvillingen (1977)
- Fångvårdskolonin som försvann (1979)
- Dödsbrickan (1980)
- En seglares död (1981)
- L'Œil du léopard, Seuil, 2012 ((sv) Leopardens öga, 1990), trad. Agneta Ségol et Marianne Ségol-Samoy
- Comédia infantil, 2003 ((sv) Comédia infantil, 1995), trad. Agneta Ségol et Pascale Brick-Aïda
- Le Fils du vent, 2004 ((sv) Vindens son, 2000), trad. Agneta Ségol et Pascale Brick-Aïda
- Tea-Bag, 2007 ((sv) Tea-Bag, 2001), trad. Anna Gibson
- Profondeurs, Seuil, 2008 ((sv) Djup, 2004), trad. Rémi Cassaigne
- Le Cerveau de Kennedy, 2009 ((sv) Kennedys hjärna, 2005), trad. Rémi Cassaigne
- Les Chaussures italiennes, 2009 ((sv) Italienska skor, 2006), trad. Anna Gibson
- Un paradis trompeur, 2013 ((sv) Minnet av en smutsig ängel, 2012), trad. Rémi Cassaigne
- Daisy Sisters, 2015 ((sv) Daisy Sisters, 1982), trad. Rémi Cassaigne
- Les Bottes suédoises, Seuil, 2016 ((sv) Svenska gummistövlar, 2015), trad. Anna Gibson

### Autre ouvrage
- Sable mouvant : Fragments de ma vie, Seuil ((sv) Kvicksand, 2014), trad. Anna Gibson (édition française 2015). Cet ouvrage, en partie autobiographique, relate notamment son combat contre le cancer qui l'a emporté.

### Ouvrages de littérature d'enfance et de jeunesse

#### Série Joel Gustafsson
- Les ombres grandissent au crépuscule ((sv) Skuggorna växer i skymningen: den andra berättelsen om Joel, 1991)

- Le garçon qui dormait sous la neige ((sv) Pojken som sov med snö i sin säng: den tredje berättelsen om Joel, 1996)

- À l'horizon scintille l'océan ((sv) Resan till världens ände: den fjärde och avslutande delen av berättelsen om Joel, 1998)

#### Autres ouvrages jeunesse
- La Société secrète ((sv) Hunden som sprang mot en stjärna, 1990), trad. Agneta Ségol (édition française 1999).
- Le Chat qui aimait la pluie ((sv) Katten som älskade regn, 1992), trad. Agneta Ségol (édition française 2000).
- Le Secret du feu ((sv) Eldens hemlighet, 1995), trad. Agneta Ségol (édition française 1999).
- Le Mystère du feu ((sv) Eldens gåta, 2001), trad. Agneta Ségol (édition française 2003).
- Le Roman de Sofia, 2011, trad. Agneta Ségol et Marianne Segol-Samoy. Cet ouvrage regroupe les deux romans précédents, le Secret du feu et le Mystère du feu, et propose un troisième roman inédit, la Colère du feu, avec la même héroïne.

### Théâtre
Henning Mankell a une autre passion, le théâtre. À dix-sept ans, il écrit déjà des pièces de théâtre et travaille comme assistant à la mise en scène; à vingt ans, il obtient la direction d’une scène en Scanie. En outre, à partir de 1996, il dirige à Maputo au Mozambique (où il vit « en alternance » depuis 1985) le Teatro Avenida, seule troupe de théâtre professionnelle du pays, pour laquelle il écrit et met en scène — et où il travaille gratuitement. Ce serait d'ailleurs lors d'un de ses retours en Suède qu'il fut frappé par les changements au pays, les pertes de repères, de solidarité qui caractérisaient son pays natal. Plus présente, la violence l'inquiète et l'auteur s'inspire d'un fait réel pour écrire Meurtriers sans visage.
- (sv) Apelsinträdet, 1983
- (sv) Älskade syster, 1983
- L'assassin sans scrupules, Hasse Karlsson, dévoile la terrible vérité : comment la femme est morte de froid sur le pont de chemin de fer, L'Arche, 2003 ((sv) Den samvetslöse mördaren Hasse Karlsson, 1989), trad. Terje Sinding
- Antilopes, L'Arche, 2006 ((sv) Antiloperna, 1989), trad. Gabrielle Rozsaffy et Bernard ChartreuxPièce produite en 2006, mise en scène Jean-Pierre Vincent
- (sv) Tokfursten, 1989
- (sv) Grävskopan, 1990
- (sv) Kakelugnen på myren, 1992
- (sv) Berättelser på tidens strand, 1997
- (sv) Hårbandet, 1997
- (sv) And the Sand Calls Out, 1997
- (sv) Mannen som byggde kojor, 1998
- (sv) Påläggskalven, 1999
- (sv) Att storma himlen, 1999
- (sv) Innan gryningen, 1999
- (sv) Svarte Petter, 2001
- Ténèbres, L'Arche, 2006 ((sv) Mörkertid, 2001), trad. Terje SindingPièce produite en 2007, mise en scène de Brigitte Jaques-Wajeman.
- (sv) Butterfly Blues, 2002
- Jeune chien fou ((sv) Valpen, 2003), trad. Gabrielle Rozsaffy
- (sv) Teabag, 2003
- (sv) En gammal man som dansar, 2003
- (sv) Lampedusa, 2006
- (sv) Tyckte jag hörde hundar, 2008
- (sv) En höstkväll innan tystnaden, 2008
- Des jours et des nuits à Chartres, L'Arche, 2011 ((sv) Dagar och nätter I Chartres, 2008), trad. Terje SindingPièce produite en 2010, mise en scène de Daniel Benoin.
- (sv) Darwins kapten, 2009
- Miles ou Le Coucou de Montreux, L'Arche, 2011 ((sv) Driving Miles, 2010), trad. Camilla Bouchet

## Prix et distinctions notables

### Prix
- Prix Nils-Holgersson en 1991 pour Hunden som sprang mot en stjärna[18].
- Prix Clé de verre en 1992 pour Meurtriers sans visage (Mördare utan ansikte)[19].
- Prix du meilleur roman policier suédois en 1991 et 1995, pour son roman Meurtriers sans visage[19].
- Prix Mystère de la critique en 2000 pour Le Guerrier solitaire[20].
- Gold Dagger Award 2001 pour Villospår [21]                 .
- Prix de la paix Erich-Maria-Remarque en 2009[22].

### Nominations
- Prix Barry 2012 du meilleur roman pour Den orolige mannen[23].
- Prix International Dagger 2018[21].